# Eumene di Cardia
Eumene di Cardia (in greco: Εὐμένης; Cardia, 362 a.C. circa – Gadamarta, 316 a.C.) è stato un militare e ammiraglio greco antico. Si tratta, probabilmente, del diadoco più conosciuto grazie allo storico Geronimo di Cardia, che di Eumene fu aiutante personale e lo ricordò nell'opera Storia dei Diadochi, di cui restano solo frammenti; ma la sua testimonianza ci è stata tramandata dagli storici successivi. Notizie continuative, infatti, sono offerte soprattutto dai libri XVIII-XX di Diodoro Siculo (integrabili con i libri XIII-XIV della Epitoma historiarum Philippicarum Pompei Trogi di Marco Giuniano Giustino e, in misura minore con quanto rimasto di Arriano, Storia della successione di Alessandro), dalla Vita di Eumene di Plutarco (preceduta dalla ben più breve biografia di Cornelio Nepote).

## Biografia

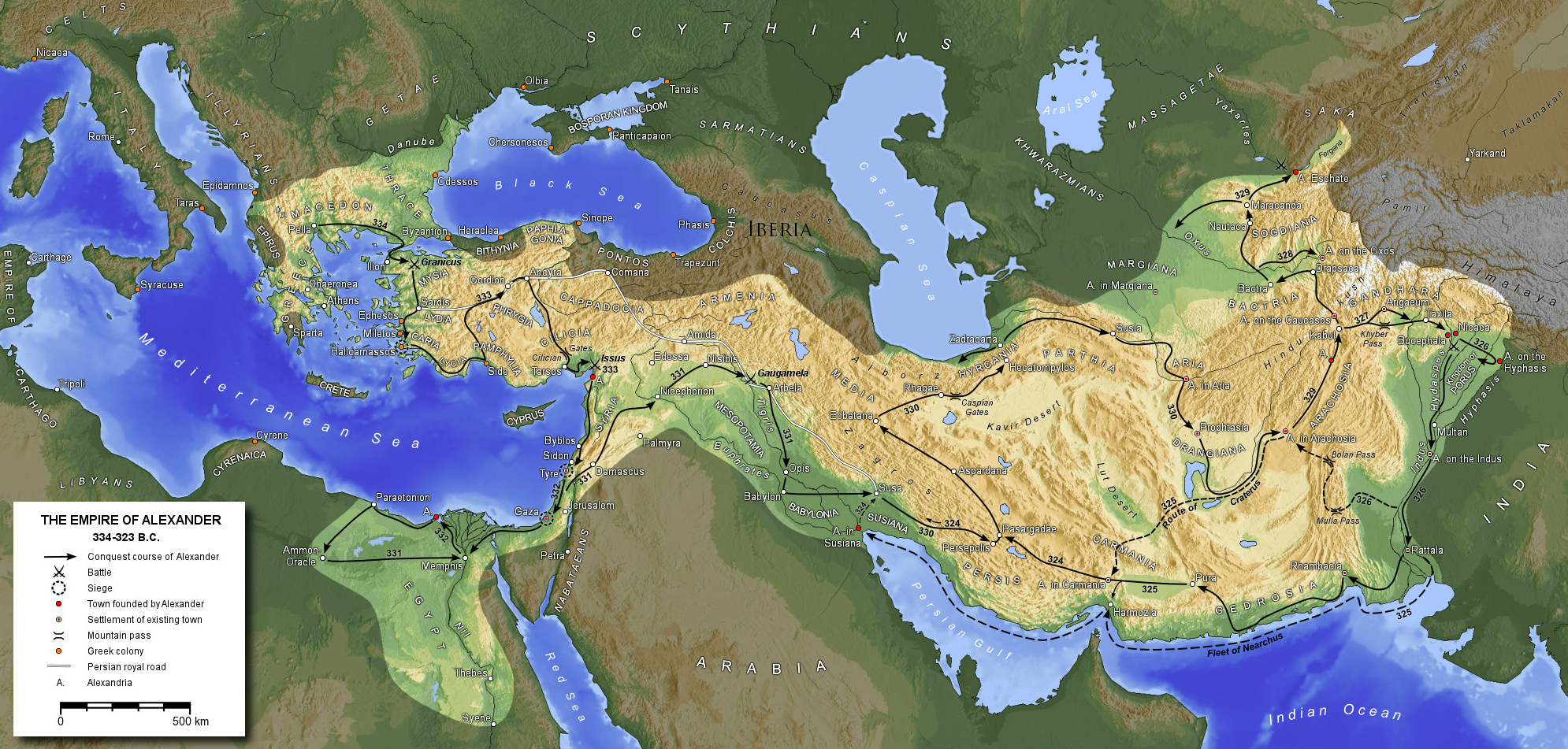
Il mondo ellenistico alla morte di Alessandro il Grande

Eumene di Cardia fu segretario di Filippo II per sette anni e poi per tredici capo della cancelleria di Alessandro Magno, per cui scrisse e custodì le Efemeridi, i resoconti giornalieri del re.
Quando Alessandro morì (323 a.C.), Eumene ottenne le satrapie di Paflagonia e Cappadocia. In seguito aiutò il generale Perdicca, autoproclamatosi successore legittimo di Alessandro, nella lotta in Asia contro i generali macedoni ribelli Antigono Monoftalmo, Antipatro, Tolomeo I e Cratero. Posto al governo della Cappadocia, mostrò doti di valente generale nella sanguinosa battaglia nella costa dell'Ellesponto nel 321 a.C. in cui Cratero e Neottolemo trovarono la morte.
Dopo l'assassinio di Perdicca da parte dei propri uomini, i diadochi si incontrarono a Triparadiso (321 a.C.) e condannarono a morte Eumene, che raccolse un esercito in Cilicia, marciando verso le province orientali, al cui possesso aspirava il comandante supremo dell'esercito reale Antigono Monoftalmo, e iniziò con quest'ultimo una lotta senza quartiere. Attestatosi nella fortezza di Nora (sul Tauro, ai confini della Cappadocia), Eumene, dopo essere stato riconosciuto generale reale in Asia (318 a.C.) dal nuovo reggente Poliperconte, che lo aveva osteggiato per qualche tempo, passò in Siria e a Babilonia per combattere contro i satrapi che si erano dichiarati indipendenti.
Eumene riuscì a tenere in scacco Antigono durante una lunga e dura campagna sull'altopiano iranico. Dopo la battaglia della Paretacene (autunno del 316 a.C.), nella quale, pur avendo avuto Eumene la meglio sul campo, era stato costretto dai suoi soldati a ritirarsi nei quartieri invernali rinunciando al possesso di guadagni territoriali, nell'inverno del 316 a.C. fu raggiunto da Antigono nella Gabiene e costretto allo scontro. Tradito dai suoi argiraspidi, fu consegnato ad Antigono, che lo fece giustiziare.
Realista in politica, Eumene fu fondamentalmente onesto, anche se fortemente svantaggiato dal fatto di non essere macedone, sia per l'esistenza di un pregiudizio etnico nei suoi confronti da parte degli altri diadochi, tutti macedoni, sia per la difficoltà di legare a sé i soldati macedoni con vincoli diversi dall'utile o dalla disciplina militare.